# Blanca Guerra
Blanca Guerra Islas (Cidade do México, 10 de janeiro de 1953) é uma atriz mexicana mais conhecida por seus papéis como Almerinda em Abismo de Pasión e Soledade em Tres Veces Ana. 

## Biografia
Inicialmente, Blanca começou os estudos na área da odontologia, mas logo abandonou os estudos para estudar teatro na Universidade Autônoma do México, o que lhe permitiu estrear como atriz teatral nas obras Sueños de una noche de verano e es:El juego de los insectos.
Mais tarde, ela se aventurou no cinema atuando no filme La loca de los milagros, que marca sua estréia artística e o início de sua extensa carreira no cinema. Ela acumula mais de sessenta filmes em sua carreira, destacando-se, entre outros, filmes como Essas ruínas que você vê, uma longa baseado em um romance de Jorge Ibargüengoitia, dirigido por Julián Pastor, datado do ano de 1979, onde atua ao lado de Fernando Luján , Pedro Armendáriz Jr. , Guillermo Orea etc. e conta a história de um professor de literatura que conhece um aluno antigo, já comprometido com outro homem.
Também se desctacou em Poder Mojado, fita chicana cortada, encenada e dirigida por Alfonso Arau , onde Socorro Bonilla participa, que conta a história de um imigrante de origem mexicana que decide criar em Los Angeles, Califórnia, uma organização de defesa dos direitos dos imigrantes Mexicanos nos Estados Unidos ; O Império da Fortuna, dirigido por Arturo Ripstein , baseado no terceiro trabalho do romancista mexicano Juan Rulfo , onde atua ao lado de Ernesto Gómez Cruz e Alejandro Parodi e no qual recebeu seu primeiro prêmio Ariel, um filme onde ela interpreta "Doña Bernarda", "La Caponera" e na qual a história de um humilde dionísio Pinzón ( Ernesto Gómez Cruz ), que recebe um galo moribundo de brinde, o apresenta ao mundo surreal de brigas de galos e palenques.
Em 2008, Blanca protagonizou Alma de hierro, onde compartilhou créditos com Alejandro Camacho e Rafael Inclán, entre outros. Trabalhou com importantes diretores e produtores como Ismael Rodríguez, Felipe Cazals, Alfredo Gurrola, Ernesto Alonso, Miguel Littín, Gilberto Gazcón e Alejandro Jodorowsky, entre outros.
Em 2012, ele estrelou a telenovela Abismo de pasión, produzida por Angelli Nesma Medina, onde desempenhou um papel estelar e antagônico. Ele compartilha créditos com Alejandro Camacho, Sabine Moussier e César Évora.
De 2013 a 2015 foi nomeada presidente da Academia de Artes e Ciências Cinematográficas do México (AMACC). Em 2016 retorna para os melodramas da Televisa com Tres veces Ana do produtor Angelli Nesma Medina, onde ela interpreta a mãe superprotetora de Angelique Boyer.

## Vida pessoal
Blanca é muito discreta quanto a sua vida pessoal. A atriz tem um filho, o também ator Emiliano Guerra.

## Filmografia

### Televisão
| Ano  | Título                       | Personagem                             | Notas                                                  |
| ---- | ---------------------------- | -------------------------------------- | ------------------------------------------------------ |
| 1978 | Una mujer                    | Mabel                                  |                                                        |
| 1979 | Yara                         | Regina                                 |                                                        |
| 1980 | Corazones sin rumbo          | Magda                                  |                                                        |
| 1982 | Lo que el cielo no perdona   | Isabel                                 |                                                        |
| 1982 | Falcón de oro                | B. G. Alvarez                          | Telefilme                                              |
| 1985 | Juana Iris                   | Magali Santacilia                      |                                                        |
| 1988 | Nuevo amanecer               | Norma                                  |                                                        |
| 1993 | Valentina                    | Débora Andrade                         |                                                        |
| 1995 | Si Dios me quita la vida     | Virginia Hernández                     |                                                        |
| 1997 | Mujer, casos de la vida real | —                                      | Episódio: "La profecia"                                |
| 1998 | La mentira                   | Miranda Montesinos                     |                                                        |
| 1999 | Mujer, casos de la vida real | —                                      | Episódio: "La niña muerte"                             |
| 2000 | La casa en la playa          | Marina Villarreal                      |                                                        |
| 2003 | Velo de novia                | Ricarda del Álamo                      |                                                        |
| 2004 | Amarte es mi pecado          | Bernadina                              | Episódio: "12 de janeiro de 2004"                      |
| 2008 | Alma de Hierro               | Elena Jiménez de la Corcuera de Hierro |                                                        |
| 2011 | Para volver a amar           | Apresentadora do projeto imobiliário   | Episódio: "30 de janeiro de 2011"                      |
| 2012 | Abismo de pasión             | Alfonsina Mondragón Vda. de Arango     |                                                        |
| 2016 | Tres veces Ana               | Soledad Hernández                      |                                                        |
| 2018 | Un extraño enemigo           | Carmen Martínez Manatou                | Episódio: "A la calle" Episódio: "Solución definitiva" |
| 2019 | Los pecados de Bárbara       | Matilde Robledo vda. de Godinez        |                                                        |

### Cinema
- El Coyote y la Bronca (1978)
- Pedro Páramo (1978)
- Complot mongol (1978)
- Mojado Power (1979)
- Estas ruinas que ves (1979)
- Perro Callejero (1980)
- Las siete cucas (1981)
- Perro Callejero II (1981)
- Burdel (1982)
- Chile Picante (1983)
- Nocaut (1984)
- El imperio de la fortuna (1986)
- El juego de la muerte (1986)
- Días difíciles (1987)
- Santa sangre (1989)
- Sandino (1990)
- Morir en el golfo (1990)
- Danzón (1991)
- Principio y fin (1993)
- La reina de la noche (1994)
- Salón México (1996)
- Violeta (1997)
- Un embrujo (1998)
- Morirse está en hebreo (2007)
- Kada kien su karma (2008)
- Cosas insignificantes (2008)
- Bajo la sal (2008)
- Venganza en el Valle de las Muñecas (2009)

## Teatro
- Sueño de una noche de verano (1979)[6]
- Agosto (2010)[7]
- ¿Quién le teme a Virginia Woolf? (2014)[8]
- La gaviota (2015)[9]
- El Zoológico de Cristal (2018)[10]

## Prêmios e Indicações
| Ano  | Festival                                                            | Categoria                  | Nomeações                        | Resultado |
| ---- | ------------------------------------------------------------------- | -------------------------- | -------------------------------- | --------- |
| 1979 | Prêmio Ariel do Cinema Mexicano                                     | Melhor Co-Atuação Feminina | Pedro Páramo                     | Indicada  |
| 1980 | Prêmio Ariel do Cinema Mexicano                                     | Melhor Atriz               | Perro callejero                  | Venceu    |
| 1984 | Prêmio Ariel do Cinema Mexicano                                     | Melhor Atriz               | Motel                            | Indicada  |
| 1986 | Prêmio TVyNovelas                                                   | Melhor Atriz Antagonista   | Juana Iris                       | Indicada  |
| 1987 | Prêmio Ariel do Cinema Mexicano                                     | Melhor Atriz               | El imperio de la fortuna         | Venceu    |
| 1988 | Prêmio Ariel do Cinema Mexicano                                     | Melhor Atriz               | Días difíciles                   | Venceu    |
| 1991 | Prêmio ACE de Nova York                                             | Melhor Atriz               | Morir en el golfo                | Venceu    |
| 1993 | Prêmio ACE de Nova York                                             | Melhor Atriz               | Ciudad de ciegos                 | Venceu    |
| 1994 | Prêmio Ariel do Cinema Mexicano                                     | Melhor Atriz de Quadro     | Principio y fin                  | Venceu    |
| 1994 | Festival Internacional del Nuevo Cine Latino Americano de La Habana | Melhor Atriz Coadjuvante   | Principio y fin                  | Venceu    |
| 1995 | Prêmio Ariel do Cinema Mexicano                                     | Melhor Atriz               | En medio de la nada              | Indicada  |
| 1996 | Prêmio Ariel do Cinema Mexicano                                     | Melhor Co-Atuação Feminina | Salón México                     | Indicada  |
| 1999 | Prêmio Ariel do Cinema Mexicano                                     | Melhor Atriz               | Un embrujo                       | Venceu    |
| 2009 | Prêmio TVyNovelas                                                   | Melhor Atriz Protagonista  | Alma de hierro                   | Venceu    |
| 2009 | Prêmios People en Español                                           | Melhor Atriz               | Alma de hierro                   | Indicada  |
| 2009 | Prêmio ACE de Nova York                                             | Melhor Atriz               | Alma de hierro                   | Venceu    |
| 2009 | Prêmio Bravo                                                        | Melhor Atriz               | Alma de hierro                   | Venceu    |
| 2009 | Premios "El Telón de Oro"                                           | Melhor Atriz               | Alma de hierro                   | Venceu    |
| 2013 | Prêmio TVyNovelas                                                   | Melhor Primeira Atriz      | Abismo de pasión                 | Venceu    |
| 2013 | Prêmios People en Español                                           | Melhor Atriz Coadjuvante   | Abismo de pasión                 | Indicada  |
| 2014 | Premios AMCI                                                        | Troféu Ignacio López Tarso | Homenagem                        | Venceu    |
| 2014 | Prêmios de la Agrupación de Críticos y Periodistas de Teatro        | Melhor Atriz               | ¿Quién le teme a Virginia Woolf? | Venceu    |
| 2017 | Prêmio TVyNovelas                                                   | Melhor Primeira Atriz      | Tres veces Ana                   | Indicada  |
| 2018 | Premios Cartelera de Teatro Mexicano                                | Melhor Atriz               | El Zoloogico de Cristal          | Venceu    |
| 2019 | Premios de la Agrupación de Periodistas Teatrales (APT)             | Melhor Atriz               | El Zoloogico de Cristal          | Indicada  |